# Tina Khidaixeli
Tina Khidaixeli (georgià: თინა ხიდაშელი)  (Tbilisi, 8 de juny de 1973) (georgià: თინათინ (თინა) ხიდაშელი), és una advocada i política georgiana. Membre del Partit Republicà i antiga activista de la societat civil, va ser nomenada ministra de Defensa de Geòrgia el dia 11 de maig de 2015, convertint-se en la primera dona ministra de defensa del país. Va dimitir l'1 d’agost de 2016, després que el seu partit decidís abandonar la coalició governant del somni georgià.
Khidaixeli està casada amb Davit Ussupaixvili, antic president del Parlament de Geòrgia.

## Biografia
Nascuda a Tbilisi, Tina Khidaixeli es va graduar a la Universitat Estatal de Tbilisi amb una llicenciatura en dret internacional el 1995. Va obtenir un màster en ciències polítiques per la Universitat d’Europa Central de Budapest el 1996. Després va treballar com a investigadora de drets humans al Washington College of Law i com a becària internacional a la Universitat Yale. Després d'haver treballat per a diverses organitzacions governamentals i internacionals a Geòrgia, Khidaixeli va exercir com a president de l'influent grup de drets humans "Georgian Association of Young Lawyers" (GYLA) entre 2000 i 2004. Al mateix temps, va ser membre del Consell Nacional Anticorrupció del 2002 al 2004. Ferotge crítica del govern de l'època del president de Geòrgia Eduard Xevardnadze, Khidaixeli va participar enèrgicament en el moviment de protesta que va provocar la dimissió de Xevardnadze durant la Revolució de les Roses el novembre de 2003. Tanmateix, es va distanciar del nou govern liderat per Mikheil Sakaixvili, el seu aliat en la lluita política contra Xevardnadze.

### Carrera política
Després d'un breu mandat com a presidenta de la junta directiva de la Fundació de Geòrgia xx (Fundació Soros) del 2004 al 2005, Khidaixeli es va unir al Partit Republicà de Geòrgia, liderat pel seu marit, David Ussupaixvili. Va ser secretària d'Afers Internacionals d'aquest partit del 2005 al 2009. Va ser elegida membre del Consell de Tbilisi el 2010 i va ingressar al Parlament de Geòrgia quan la coalició del somni de Geòrgia, de la qual forma part el Partit Republicà, va derrotar el partit liderat per Sakaixvili a les eleccions del 2012. Després va presidir la comissió parlamentària d'integració europea. El maig de 2015, Khidaixeli succeeix Mindia Janelidze com a ministra de Defensa de Geòrgia. Durant el seu mandat, Khidaixeli busca una estreta cooperació amb l'OTAN i els Estats Units. També anuncia la seva intenció d'acabar amb el reclutament obligatori com a part de les reformes militars. Quan el Partit Republicà decideix abandonar la coalició del somni de Geòrgia abans de les eleccions parlamentàries previstes per a l'octubre de 2016, Khidaixeli dimiteix i és substituït per l'antic funcionari de seguretat Levan Izoria. La mateixa Khidaixeli critica l'elecció del govern del seu successor.